# Linea Gantoku
La linea Gantoku (岩徳線?, Gantoku-sen) è una ferrovia regionale di circa 44 km a scartamento ridotto che unisce la città di Iwakuni, nella prefettura di Yamaguchi con quella di Shūnan, anch'essa nella medesima prefettura, in Giappone. La linea è gestita dalla West Japan Railway Company (JR West) ed è a binario singolo e a trazione termica.

## Caratteristiche
La linea è stata realizzata per accorciare la linea principale Sanyō, e quindi anziché seguire il litorale del mare interno di Seto si spinge nell'entroterra, seguendo pressoché in parallelo il percorso del Sanyō Shinkansen. La linea ha pendenze elevate e diversi tunnel, ma il suo non potenziamento ha sancito il suo ruolo secondario a vantaggio della linea principale Sanyō.
I treni percorrono tutta la linea e continuano da Kushigahama fino a Tokuyama sulla linea principale Sanyō.

## Stazioni
- Tutti i treni fermano in tutte le stazioni. Fra Iwakuni e Kawanishi alcuni treni della linea Nishikigawa Seiryū percorrono la linea Gantoku
- Binari (tutta la linea è a binario semplice): ◇,∨ e ∧: è consentito l'incrocio dei treni;｜: non è possibile l'incrocio; ∥: doppio binario (linea principale Sanyō)複線（山陽本線内）
- Tutte le stazioni si trovano nella prefettura di Yamaguchi

| Stazione               | Giapponese   | Distanza interst. | Distanza totale | Collegamenti                            | Bin. | Posizione |
| ---------------------- | ------------ | ----------------- | --------------- | --------------------------------------- | ---- | --------- |
| Linea Gantoku          |              |                   |                 |                                         |      |           |
| Iwakuni                | 岩国         | -                 | 0.0             | Linea principale Sanyō                  | ∨    | Iwakuni   |
| Nishi-Iwakuni          | 西岩国       | 3.7               | 3.7             |                                         | ◇    | Iwakuni   |
| Kawanishi              | 川西         | 1.9               | 5.6             | Linea Nishikigawa Seiryū                | ｜   | Iwakuni   |
| Semaforo di Morigawara | 森ヶ原信号場 | -                 | 7.5             |                                         | ｜   | Iwakuni   |
| Hashirano              | 柱野         | 2.9               | 8.5             |                                         | ◇    | Iwakuni   |
| Kinmeiji               | 欽明路       | 6.7               | 15.2            |                                         | ｜   | Iwakuni   |
| Kuga                   | 玖珂         | 1.9               | 17.1            |                                         | ｜   | Iwakuni   |
| Suō-Takamori           | 周防高森     | 3.5               | 20.6            |                                         | ◇    | Iwakuni   |
| Yonekawa               | 米川         | 3.8               | 24.4            |                                         | ｜   | Iwakuni   |
| Takamizu               | 高水         | 4.4               | 28.8            |                                         | ◇    | Shūnan    |
| Katsuma                | 勝間         | 2.3               | 31.1            |                                         | ｜   | Shūnan    |
| Ōkawachi               | 大河内       | 2.2               | 33.3            |                                         | ｜   | Shūnan    |
| Suō-Kubo               | 周防久保     | 1.4               | 34.7            |                                         | ◇    | Kudamatsu |
| Ikunoya                | 生野屋       | 3.3               | 38.0            |                                         | ｜   | Kudamatsu |
| Suō-Hanaoka            | 周防花岡     | 1.8               | 39.8            |                                         | ｜   | Kudamatsu |
| Kushigahama            | 櫛ケ浜       | 3.9               | 43.7            | Linea principale Sanyō                  | ∧    | Shūnan    |
| Linea principale Sanyo |              |                   |                 |                                         |      |           |
| Tokuyama               | 徳山         | 3.4               | 47.1            | Linea principale Sanyō Sanyō Shinkansen | ∥    | Shūnan    |

## Materiale rotabile
- Automotrice termica KiHa 40 a una cassa